# Буряк, Сергей Васильевич
Сергей Васильевич Буряк (укр. Сергій Васильович Буряк; род. 1 апреля 1966, Донецк, УССР, СССР) — украинский политический и государственный деятель. Кандидат экономических наук. Народный депутат Украины.

## Образование
С 1983 по 1989 год учился в Киевском институте народного хозяйства по специальности «Финансы и кредит». Кандидатская диссертация «Активизация инвестиционной деятельности в переходной экономике Украины» (Киевский национальный экономический университет, 2001). В 2002 году стал кандидатом экономических наук.
Владеет английским языком.

## Карьера
- Июль 1984 — май 1986 — служба в армии, город Чернигов.
- Май 1988 — январь 1990 — секретарь комитета комсомола Киевского института народного хозяйства Советского райкома ЛКСМУ города Киева.
- Апрель 1990 — май 1991 — аспирант, май — август 1991 — ассистент кафедры финансов Киевского института народного хозяйства.
- Август 1991 — январь 1992 — председатель правления «Орендкоопбанка УССР», город Киев.
- Январь 1992 — февраль 1996 — председатель правления АБ «Брокбизнесбанк[укр.]», город Киев.
- Июль 1999 — январь 2007 — член Совета Национального банка Украины. Член наблюдательного совета ОАО «Государственный сберегательный банк Украины».
- С марта 2003 — член коллегии Государственной налоговой администрации Украины. Член Государственной комиссии по вопросам стратегии экономического и социального развития.
- 24 декабря 2007 — 17 марта 2010 — председатель Государственной налоговой администрации Украины (по квоте Блока Юлии Тимошенко). Ушел в отставку после избрания президентом Виктора Януковича и формирования нового Кабмина под руководством Николая Азарова.

Шесть раз кряду становился народным депутатом Украины — II—VІI созывов. За время пребывания в нардепах неоднократно менял политические лагеря: был членом группы «Единство», фракции НДП, группы «Возрождение регионов», фракций партии «Демократический союз», ПППУ и «Трудовая Украина». Впрочем, все эти депутатские образования имели общую характерную черту — были лояльны к политике тогдашнего президента Леонида Кучмы. С декабря 2005 года Буряк — во фракции Блока Юлии Тимошенко.
За годы работы в Верховной Раде работал в комитете по вопросам топливно-энергетического комплекса, транспорта и связи, в комитете по вопросам финансов и банковской деятельности.
С 12 декабря 2012 года — народный депутат Украины VII созыва, избран как самовыдвиженец в одномандатном избирательном округе № 190 в Хмельницкой области. Первый заместитель председателя Комитета Верховной Рады по вопросам бюджета.
Был членом Партии промышленников и предпринимателей Украины (с июля 2005). Член партии Всеукраинского объединения «Батькивщина» (декабрь 2005—2010).
1 ноября 2018 года были введены российские санкции против 322 граждан Украины, включая Сергея Буряка.

## Личная жизнь
Украинец. Жена Елена Николаевна (1966) — экономист Департамента бухгалтерского учёта и отчетности АБ «Брокбизнесбанк». Сын Александр (1994), дочь Анна (1999).
Увлекается туризмом, охотой, игрой в гольф

## Награды
Имеет звание «Заслуженный экономист Украины» (январь 1998). Кавалер ордена «За заслуги» III (2003), II (29 октября 2004), I степеней (февраль 2010), «Орден князя Ярослава Мудрого» V степени (24 августа 2013 года) — за значительный личный вклад в государственное строительство, социально-экономическое, научно-техническое, культурно-образовательное развитие Украины, весомые трудовые достижения и высокий профессионализм. Награждён почётной грамотой Кабинета Министров Украины (июль 2003).